# Ультраправые в Японии
Ультраправые в Японии (яп. 右翼団体 уёку дантай, букв. «организации правого крыла») — общее название для правых националистических организаций и группировок в Японии. По данным Главного полицейского управления Японии, в 1996 году в стране насчитывалось порядка 1000 группировок с общим числом членов около 100 тыс. человек.

## История

### Японская империя
Первые волны ультраправого движения начались в Японии в конце эпохи Эдо (период Бакумацу). Когда сёгун Токугава Иэсада 31 марта 1854 года положил конец самоизоляции Японии, в стране усилилось влияние сторонников императорской фракции, враждебных сёгунату. Неравноправные договоры, заключаемые сёгунатом с мировыми державами, вызывали волну недовольства среди населения. После поражения сёгуната в гражданской войне начинается имперский период истории Японии (1868—1945), который и является предметом восхваления для ультраправых группировок. В этом же контексте они используют и слово «традиция», подразумевая прежде всего 77-летний период истории (с реставрации Мэйдзи до капитуляции императорской Японии во Второй мировой войне).
Радикальные перемены в японском обществе второй половины XIX века привели к широкому распространению движений правого толка, оппозиционных вновь сформированному Правительству Мэйдзи. В основном они формировались из слоёв недовольного самурайства и деревенской бедноты и собирательно именовались «Движением за свободу и права народа», деятельность которого нередко приводила к кровавым столкновениям, такими как инцидент в Титибу 1884 года. Власти, в свою очередь, нередко прибегали к помощи наёмных банд для подавления этих движений.
С ростом социалистического движения в Японии с начала 1920-х годов власти стали прибегать к похожей тактике, на этот раз для подавления или запугивания профсоюзов и организаций социалистов. Некоторые наиболее радикальные либо связанные с организованной преступностью группы, поддерживая тесные контакты с консервативными политическими кругами того времени, формировали тайные общества (Сакуракай) или вооружённые формирования ультранационалистического толка, которые были задействованы для создания обширных шпионских сетей в Корее, России и Китае. Ультранационалисты постепенно усиливали своё влияние в вооружённых силах и политической элите и сами становились инструментом политического давления — как, например, Фракция имперского пути (Кодоха). Эти группировки не только содействовали властям в борьбе с социалистами, но часто возглавляли сети проституции и наркоторговли в континентальной Азии, где вели подрывную работу.

### Послевоенная Япония
После краха Японской империи и учреждения демократической Японии 2 сентября 1945 года, ультранационалистические группировки были расформированы, социалистические — легализованы, а страна перешла из-под императорского правления под управление японо-американского альянса.
Однако вскоре после начала Холодной войны, американские оккупационные власти начали подавлять растущее социалистическое движение. В то время как многие члены японского правительства военного времени были казнены, император Хирохито избежал смерти и допустил пребывание на территории страны вооружённых сил США (Соглашение по Окинаве 1947 года). На этом основании активисты ультраправых организаций требовали сохранения культа императора при уважении авторитета Соединённых Штатов.
В период японо-американского альянса ультраправые продолжали восхвалять пережитки Императорской Японии и отрицать демократические преобразования, такие как Потсдамская декларация.

### Холодная война
Командование оккупационных сил нередко прибегало к помощи наиболее активных фигур ультраправого военного времени и организованной преступности, и это заложило основу послевоенных антикоммунистических группировок, тесно связанных как с организованной преступностью, так и с консервативными политическими кругами. Таким образом, базовой позицией ультраправого движения времён Холодной войны стало: «Стремиться к восстановлению императорского строя, с признанием авторитета Белого дома».
В течение Холодной войны ультраправые группировки ядром своей идеологии провозгласили борьбу с левыми движениями и выступали за солидарность с США и Южной Кореей в борьбе с коммунистическими странами, прежде всего СССР, КНР и КНДР. В период 1970-х годов, однако, появляются также так называемые «новые ультраправые» (яп. 新右翼 син-уёку), рассматривающие послевоенный японский истеблишмент как марионетку Соединённых Штатов и призывающие отказаться от традиционно проамериканских позиций послевоенного ультраправого движения.

### После Холодной войны
С развалом СССР в 1991 году влияние проамериканских ультраправых организаций ослабело. После развала Советского Союза американские политики вернулись на позиции Союзников времён Второй мировой войны и осудили тоталитарные режимы, существовавшие до 1945 года. В период Холодной войны США поддерживали антикоммунистические режимы, независимо от того, были они демократическими или авторитарными. Однако после развала СССР в США начинают разделять отношение к демократическим и авторитарным режимам. Такая позиция подстегнула враждебность японских ультраправых к США.

## Идеология и деятельность
Ультраправые группировки хорошо известны своими агитационными автомобилями (яп. 街宣車 гайсэнся) — это оборудованные громкоговорителями автобусы, микроавтобусы и грузовики, борта которых, наряду с названиями группировок, исписаны пропагандистскими лозунгами. Обычно эти автомобили окрашены в чёрный, оливковый или защитный цвет, украшены изображениями Императорской Печати и японскими военными флагами. Обычно они используются для протестных акций, в ходе которых через громкоговорители транслируются пропагандистские воззвания (как вживую, так и в записи). Акции проводятся перед такими организациями как посольства и консульства России, КНР или Кореи, учреждений и информационных организаций Ассоциации северокорейских граждан Японии. Иногда «пропагандамобили» ездят по городским улицам или стоят в оживлённых торговых районах, транслируя пропагандистские воззвания, военные марши или национальный гимн «Кимигаё».
Политические воззрения у разных группировок различаются, но часто говорится, что общей для всех идеологической базой является провозглашение принципов Кокутай-годзи (яп. 国体護持, «защита и сохранение основ государства»), враждебность к коммунизму и осуждение Японской Ассоциации учителей. Традиционно они враждебно относятся к СССР, КНР и КНДР как к оплоту коммунизма и оппонентам в территориальных спорах (группа островов Сэнкаку (Дяоюйтай) и Южные Курилы).
Большинство организаций, хотя и не все, стремятся к некоторому пересмотру роли Японии во Второй мировой войне, отрицают факты военных преступлений в период Сёва до 1945 года и критикуют позиции «самоненавистничества» в послевоенной системе образования. В частности, они не признают юридической силы решения Международного военного трибунала для Дальнего Востока и других союзнических трибуналов, называя военных преступников, погребённых в синтоистском храме Ясукуни, «мучениками периода Сёва» (яп. 昭和殉難者 Сё:ва-дзюннанся), поддерживают цензуру учебников истории и исторический ревизионизм.
Тем не менее, организации уёку, особенно те, что связаны с организованной преступностью, имеют в своём составе достаточно много иностранцев, в частности японских корейцев (яп. 在日韓国人 дзайнити канкокудзин). Это обусловлено сравнительно высокой долей японских корейцев в составе группировок якудза. Более того, арест членов ультраправых группировок затруднён вследствие провозглашаемых в Японии конституционных принципов свободы идеологий. И это одна из причин, по которой группировки якудза используют уёку в качестве прикрытия.

## Группировки
Ниже дан список групп, обычно причисляемых к ультраправым.

### Исторические группировки
- Айкокуся (яп. 愛国社, «Патриотическое общество» (не путать с одноимённой партией периода Мэйдзи)) — основана в 1928 году Айно́сукэ Иватой (岩田愛之助). Деятельность включает организацию антикоммунистических движений в студенческой среде различных университетов и агитацию среди сельской молодёжи. Член этого общества, Томэо Сагоя, совершил попытку покушения на тогдашнего премьер-министра страны Осати Хамагути на Токийском железнодорожном вокзале 14 ноября 1930 года.
- Гэнъёся (яп. «Общество сокровенного океана») — восходит к основанному бывшими самураями тайному обществу для реставрации феодального строя. Гэнъёся было ультранационалистическим тайным обществом, организовавшим ряд терактов, таких как попытка покушения на Окума Сигэнобу в 1889. Это же общество активно занималось шпионской деятельностью и организовало преступную сеть, охватившую весь регион восточной Азии и призывало к военной экспансии Японии. Принудительно расформировано после войны.
- Амурский союз, или «Общество Чёрного дракона» (по китайскому названию Амура, яп. кокурюкай, 黑龍會) — влиятельная парламентская группа, основанная в 1901 году, изначально с целью вытеснения России из региона восточной Азии. Развернули антироссийские разведывательно-подрывные сети в Корее, Китае, Маньчжурии и России. В последующие десятилетия расширили свою деятельность по всему миру, став небольшой, но влиятельной группировкой ультранационалистов в тогдашней политической элите. Принудительно расформированы в 1946 году.

### Традиционные группировки
- Дайтодзюку (яп. 大東塾, «Великая Восточная школа») — культурная академия, основанная в 1939 году проводит образовательные программы в таких областях как вака (традиционная японская поэзия) и каратэ. Курировала несколько пропагандистских кампаний, в частности за возвращение Дню основания государства изначального статуса «Дня Империи» (яп. 紀元節 кигэнсэцу, букв. «начало времён») и установления японской системы летоисчисления в качестве официального календаря.
- Патриотическая партия «Великая Япония» — основана и возглавлена в 1951 году бывшим членом антивоенной фракции предвоенного японского парламента Сатоси Акао, известным в своё время благодаря ежедневным речам на перекрёстке Сикиябаси в Токийском районе Гиндза. Данная партия призывала к национализации промышленности с предоставлением Императору права принятия конечных решений. Особенное значение придавалось солидарности с США и Южной Кореей в борьбе против коммунизма. Их пропагандистские лозунги были украшены звёздами и полосами вдоль полотнища японского национального флага, и Акао однажды заявил, что спорный остров Докто-Такэсима должен быть взорван, так как они являются препятствием для установления японо-корейской дружбы. Бывший член партии, Отоя Ямагути был повинен в убийстве главы Социалистической партии Японии Асанумы Инэдзиро во время политических теледебатов.
- Иссуйкай сформировано в 1972 году на волне возникновения так называемых «новых ультраправых», отрицавших проамериканскую риторику традиционных ультраправых. Рассматривает современное японское правительство как марионетку США и призывает к «полной независимости». Призывает к созданию новой Организации объединённых наций, так как нынешняя ООН является реликтом Второй мировой войны. Жёстко критиковала Администрацию Буша за её политику, прежде всего войну в Ираке и Киотский протокол.

### Группировки, связанные с организованной преступностью
- Ниппон Сэйнэнся (яп. 日本青年社, Общество японской молодёжи) — одна из крупнейших организаций с 2000 членов. Основан синдикатом Сумиёси-икка в 1961 году. С 1978 года члены организации установили 2 маяка и синтоисткий храм на Сэнкаку (Дяоюй) — группе необитаемых островов, оспариваемых Японией, КНР и Тайванем. В июне 2000 года двое членов организации атаковали редакции журналов, напечатавших на передовице «неуважительные» высказывания о принцессе Масако.
- Нихон Коминто (яп. 日本皇民党, «Японская партия подданных Императора») — связана с синдикатом Инагава-кай. В 1987 году предприняли кампанию по дискредитации кандидата в премьер-министры Нобору Такэситы путём постоянной трансляции чрезмерно хвалебных речей в его адрес через громкоговорители агитационных автомобилей. Эти трансляции были остановлены после инцидента с политиком Сином Канэмару. Этот инцидент привёл к серии политических скандалов, проливших свет на связи правящей Либерально-демократической партии с организованной преступностью. В апреле 2004 года принадлежащий группировке автобус пробил ворота Консульства КНР в Осаке. Полиция арестовала водителя, Нобуюки Накагаму, и Ко Чжон Су, корейского члена группировки, за техническую организацию атаки.
- Дайкося (яп. 大行社, «Общество Великого Почина») — организация с центром в Токио, насчитывающая порядка 700 членов, официально аффилированная с синдикатом Инагава-кай.
- Сэйки-дзюку (яп. 正氣塾, «Школа правильного духа») — группировка с центром в префектуре Нагасаки, основанная в 1981 году. Ответственна за ряд акций с применением насилия, включая тяжёлое ранение в 1991 году мэра Нагасаки, заявившего, об ответственности императора Хирохито за войну.
- Юкоку Досикай (яп. 憂国道志会, «Общество решимости на пути выдающейся страны») — националистическая партия экстремистского толка. В 1963 году устроила поджог дома министра строительства Итиро Коно. В 1977 году члены группировки, вооружённые пистолетами и самурайскими мечами, захватили восьмерых заложников и забаррикадировались в здании Японской федерации бизнеса. Лидер группировки Сюсукэ Номура восхищался корейским террористом Ан Чунгыном как великим патриотом. В 1983 году на 37-х выборах в Палату Представителей Номура оказался причастен к политическому скандалу, когда секретарь кандидата Синтаро Исихары обвинил Сёкэя Араи, соперника Исихары из оппозиционной партии, что тот якобы является уроженцем Северной Кореи.

### Прочие группировки
- Национал-социалистическая японская рабочая партия (яп. 国家社会主義日本労働者党, Кокка сякайсюги Ниппон родося-то) — небольшая партия неонацистского толка. Веб-сайт этой партии представляет собой оригинальную смесь японского национализма и нацистской философии.
- Международная федерация за победу над коммунизмом (яп, 国際勝共連合, Кокусай сёкё рэнго) — основана в Южной Корее и Японии в 1968 году Мун Сон Мёном — основателем известной «Церкви Объединения». Японское подразделение федерации было основано в ходе встречи Муна и Сасакавы Рёити, японского предпринимателя-ультранационалиста, и Кодамы Ёсио, одного из лидеров организованной преступности. Те же две фигуры, подозреваемые в военных преступлениях класса «А» вследствие их участия в наркоторговле в период войны в Китае, и возглавили федерацию. В 1969 году организация провела кампанию за закрытие (про-пхеньянского) Корейского университета, принадлежащего Ассоциации северокорейских граждан Японии. В 1971 году федерация организовала голодовки в знак протеста против официального признания Японией Китайской Народной Республики. Группировка призывает к ядерному вооружению Японии и солидарности с США и Южной Кореей.